# Омар-паша (володар Іраку)
Омар-паша (*араб. عمر باشا, осман. عمر پاشا; д/н — 1776) — 4-й правитель Мамлюцького Ірака в 1762—1776 роках.

## Життєпис
Син Ахмад-паші, правителя Багдада, Басри і Шаразора. На момент смерті 1747 року батька, ймовірно, був досить молодим, тому владу перебрав його шварг Сулейман Абу-Лайла-паша. після смерті останнього 1762 року став претендентом на владу. Але йому протистояло ще 6 мамлюків. Почалися збройні сутички, які припинили мули, що домовилися на раді мамлюків обрати наступника Сулеймана Абу-Алайли-паші. В цей час у справу втрутився султан Мустафа III, які підтримав кандидатуру Алі-паші. Тому відправлено відповідний фірман. Але ще до того, через 2 місяці Омар-паша повстав, звинуватив Алі-пашу у спробі передати Багдад перському шаху, оскільки за походженням Алі-паша був персем. В результаті супротивника Омар-паші повалено, він зміг втекти до Стамбула. Султан вимушено затвердив Омар-пашу новим валі Багдаду, Басри і Шаразора.
Продовжив політику попередників, спрямовану на зміцнення власного адміністративного апарату, податкової системи та війська. 1763 року надав дозвіл Британській Ост-Індійській кампанії відкрити факторію в Басрі. Наслідком цього стало розширення торгівлі та збільшення надходжень до скарбниці паші. також уклав військово-політичний союз з Ахмедом бін Саїдом, султаном Маскату.
Водночас йому довелося виступити проти бедуїнських кланів, що стали надто самостійними. Спочатку знищив племінній союз у центральній частині Іраку із шейхом Аль-Хазаелем Хаммудом Аль-Хамадом. Потім змусив клану мунтафік і убайд визнати свою владу.
1772 року в Багдаді вирувала епідемія чуми, що спричинило потужні заворушення містян, які не припинилися навіть після завершення епідемії. Це суттєво послабило владу Омар-паші, чим вирішив скористатися перський правитель Карім Хан Занд, що 1773 року почав війну з Османською імперією, а фактично з Омар-пашею. 1775 року перси на чолі із Садек-ханом взяли в облогу Басру. Флот Маскату, надісланий на допомогу, зазнав поразки. Після цього на бік ворога перейшли південні арабські племена. У квітні 1776 року Басру захопили.
Цим зовсім зіпсували авторитет Омар-паші, викликавши хвилювання серед мамлюків. Цим скористався султан Абдул-Гамід I, що відправив проти правителя Іраку Абдуллу-пашу, валі Діярбакіра, Мустафу-пашу, валі Ракки, і Сулейман-пашу, валі Мосула, які взяли в облогу Багдад. Через складне становище Омар-паша вирішив тікати, але впав з коня, зламавши шию. Один з мамлюків відрубав Омар-паші голову, яку відправили до Стамбула. Новим очільником Багдаду призначили Мустафу-пашу.